# Miguel Araujo
Miguel Gianpierre Araujo Blanco (Lima, 22 oktober 1994) is een Peruviaans voetballer die als verdediger voor Portland Timbers speelt.

## Carrière

### Peru
Miguel Araujo groeide op in Villa María del Triunfo speelde in de jeugd van Cobresol FBC, waar hij in 2011 in de Primera División debuteerde. Na een seizoen vertrok hij naar Sport Huancayo, waar hij twee seizoenen speelde voor hij naar Servië vertrok om bij Rode Ster Belgrado te spelen. Hij kwam hier nauwelijks in actie, en zodoende keerde hij na een seizoen terug naar Peru om bij Alianza Lima te spelen. Na een verhuurperiode bij het Argentijnse Club Atlético Talleres, liep zijn contract bij Alianza Lima in 2019 af.

### FC Emmen
Zodoende sloot hij in oktober transfervrij aan bij FC Emmen, waar hij een contract tot medio 2021 tekende. Op 1 december maakte hij zijn debuut voor FC Emmen en vanaf dat seizoen miste hij geen minuut meer tot de competitie afgebroken werd wegens de coronaperiode. Op 22 februari 2020 maakte hij zijn eerste doelpunt voor Emmen in de 4-2 overwinning op Willem II. Op 11 maart werd bekend dat Araujo zijn contract had verlengd tot de zomer van 2022. Het seizoen erop miste hij slechts één wedstrijd en was hij driemaal aanvoerder bij afwezigheid van Michael de Leeuw. Tussen 4 december 2020 en 9 januari 2021 scoorde hij vier doelpunten in vijf wedstrijden, maar desondanks stond Emmen tot de 27'ste speelronde laatste. Tot de 22'ste speelronde pakte het slechts zes punten. Met zeven overwinningen en drie gelijke spelen in de laatste twaalf wedstrijden trok het een ware eindsprint. Uiteindelijk eindigde Emmen zestiende, met evenveel punten als en een minder doelsaldo dan nummer vijftien Willem II, waarna het in de play-offs verloor van NAC Breda.
Met nog één jaar op zijn contract was het de verwachting dat Araujo net als landgenoot Sergio Peña zou vertrekken, maar zijn vertrek bleef uit. Hij was in het seizoen 2021/22 met 29 wedstrijden en vijf goals een belangrijke speler in het kampioenschap en de directe promotie dat seizoen. Na het kampioensfeest kondigde Emmen aan dat het aflopende contract van Araujo met twee jaar was verlengd tot de zomer van 2024. Met Emmen degradeerde hij in 2023 uit de Eredivisie. 

### Portland Timbers
Hij vervolgde zijn loopbaan in de Major League Soccer bij Portland Timbers.

### Statistieken
| Seizoen                   | Club               | Competitie       | Competitie | Competitie | Beker | Beker | Overig | Overig | Totaal | Totaal |
| Seizoen                   | Club               | Competitie       | Wed.       | Dlp.       | Wed.  | Dlp.  | Wed.   | Dlp.   | Wed.   | Dlp.   |
| ------------------------- | ------------------ | ---------------- | ---------- | ---------- | ----- | ----- | ------ | ------ | ------ | ------ |
| 2011                      | Cobresol           | Primera División | 4          | 0          | 0     | 0     | –      | –      | 4      | 0      |
| 2012                      | Sport Huancayo     | Primera División | 22         | 0          | –     | –     | 1      | 0      | 23     | 0      |
| 2013                      | Sport Huancayo     | Primera División | 21         | 1          | –     | –     | –      | –      | 21     | 1      |
| 2013/14                   | Rode Ster Belgrado | Superliga        | 5          | 0          | 1     | 0     | 0      | 0      | 6      | 0      |
| 2014                      | Alianza Lima       | Primera División | 14         | 0          | 0     | 0     | –      | –      | 14     | 0      |
| 2015                      | Alianza Lima       | Primera División | 28         | 2          | 8     | 0     | 2      | 0      | 38     | 2      |
| 2016                      | Alianza Lima       | Primera División | 34         | 1          | –     | –     | –      | –      | 34     | 1      |
| 2017                      | Alianza Lima       | Primera División | 29         | 0          | –     | –     | 2      | 0      | 31     | 0      |
| 2018                      | Alianza Lima       | Primera División | 12         | 2          | –     | –     | 5      | 0      | 17     | 2      |
| 2018/19                   | → Talleres         | Primera División | 12         | 0          | 3     | 0     | 1      | 0      | 16     | 0      |
| 2019/20                   | FC Emmen           | Eredivisie       | 12         | 1          | 0     | 0     | –      | –      | 12     | 1      |
| 2020/21                   | FC Emmen           | Eredivisie       | 33         | 4          | 3     | 0     | 1      | 0      | 37     | 4      |
| 2021/22                   | FC Emmen           | Eerste Divisie   | 29         | 4          | 2     | 0     | 0      | 0      | 31     | 4      |
| 2022/23                   | FC Emmen           | Eredivisie       | 31         | 1          | 3     | 1     | 0      | 0      | 34     | 2      |
| Carrièretotaal            | Carrièretotaal     | Carrièretotaal   | 274        | 16         | 20    | 1     | 12     | 0      | 319    | 17     |
| Bijgewerkt op 2 juli 2023 |                    |                  |            |            |       |       |        |        |        |        |

### Interlandcarrière
In 2013 werd Araujo voor het eerst geselecteerd voor het Peruviaans voetbalelftal, waar hij in de met 3-0 gewonnen vriendschappelijke wedstrijd tegen Trinidad en Tobago op de bank zat. Een jaar later werd hij weer geselecteerd, en maakte hij zijn debuut op 19 november 2014 in de met 2-1 gewonnen vriendschappelijke wedstrijd tegen Paraguay. Met Peru kwalificeerde Araujo zich voor het Wereldkampioenschap voetbal 2018, waar hij deel uit maakte van de selectie maar niet in actie kwam. Op de Copa América 2019 en de Copa América 2021 kwam hij wel in actie.
| Interlands van Miguel Araujo voor Peru | Interlands van Miguel Araujo voor Peru | Interlands van Miguel Araujo voor Peru | Interlands van Miguel Araujo voor Peru | Interlands van Miguel Araujo voor Peru | Interlands van Miguel Araujo voor Peru |
| №                                      | Datum                                  | Wedstrijd                              | Uitslag                                | Soort wedstrijd                        | Doelpunten                             |
| Als speler bij Alianza Lima            | Als speler bij Alianza Lima            | Als speler bij Alianza Lima            | Als speler bij Alianza Lima            | Als speler bij Alianza Lima            | Als speler bij Alianza Lima            |
| -------------------------------------- | -------------------------------------- | -------------------------------------- | -------------------------------------- | -------------------------------------- | -------------------------------------- |
| 1.                                     | 19 november 2014                       | Peru − Paraguay                        | 2 – 1                                  | Vriendschappelijk                      | 0                                      |
| 2.                                     | 7 september 2016                       | Peru − Ecuador                         | 2 − 1                                  | WK 2018 kwalificatie                   | 0                                      |
| 3.                                     | 29 maart 2017                          | Peru − Uruguay                         | 2 − 1                                  | WK 2018 kwalificatie                   | 0                                      |
| 4.                                     | 14 juni 2017                           | Peru − Jamaica                         | 3 − 1                                  | Vriendschappelijk                      | 0                                      |
| 5.                                     | 6 oktober 2017                         | Argentinië − Peru                      | 0 − 0                                  | WK 2018 kwalificatie                   | 0                                      |
| 6.                                     | 11 oktober 2017                        | Peru − Colombia                        | 1 − 1                                  | WK 2018 kwalificatie                   | 0                                      |
| 7.                                     | 24 maart 2018                          | Peru − Kroatië                         | 2 – 0                                  | Vriendschappelijk                      | 0                                      |
| 8.                                     | 3 juni 2018                            | Saoedi-Arabië − Peru                   | 0 − 3                                  | Vriendschappelijk                      | 0                                      |
| Als speler bij Club Atlético Talleres  |                                        |                                        |                                        |                                        |                                        |
| 9.                                     | 9 september 2018                       | Duitsland − Peru                       | 2 − 1                                  | Vriendschappelijk                      | 0                                      |
| 10.                                    | 16 november 2018                       | Peru − Ecuador                         | 0 − 2                                  | Vriendschappelijk                      | 0                                      |
| 11.                                    | 21 november 2018                       | Peru − Costa Rica                      | 2 − 3                                  | Vriendschappelijk                      | 0                                      |
| 12.                                    | 23 maart 2019                          | Peru − Paraguay                        | 1 − 0                                  | Vriendschappelijk                      | 0                                      |
| 13.                                    | 27 maart 2019                          | El Salvador − Peru                     | 2 − 0                                  | Vriendschappelijk                      | 0                                      |
| 14.                                    | 6 juni 2019                            | Peru − Costa Rica                      | 1 − 0                                  | Vriendschappelijk                      | 0                                      |
| 15.                                    | 9 juni 2019                            | Peru − Colombia                        | 0 − 3                                  | Vriendschappelijk                      | 0                                      |
| 16.                                    | 18 juni 2019                           | Bolivia − Peru                         | 1 − 3                                  | Copa América 2019                      | 0                                      |
| 17.                                    | 22 juni 2019                           | Brazilië − Peru                        | 5 − 0                                  | Copa América 2019                      | 0                                      |
| Als speler bij FC Emmen                |                                        |                                        |                                        |                                        |                                        |
| 18.                                    | 14 oktober 2020                        | Peru − Brazilië                        | 2 − 4                                  | WK 2022 kwalificatie                   | 0                                      |
| 19.                                    | 14 november 2020                       | Chili − Peru                           | 2 − 0                                  | WK 2022 kwalificatie                   | 0                                      |
| 20.                                    | 23 juni 2021                           | Ecuador − Peru                         | 2 − 2                                  | Copa América 2021                      | 0                                      |
| 21.                                    | 27 juni 2021                           | Venezuela − Peru                       | 0 − 1                                  | Copa América 2021                      | 0                                      |

1 Gallese ·
2 Rodriguez  ·
3 Corzo ·
4 Santamaria ·
5 Araujo ·
6 Trauco ·
7 Hurtado ·
8 Cueva ·
9 Guerrero ·
10 Farfán ·
11 Ruidíaz ·
12 Cáceda ·
13 Tapia ·
14 Polo ·
15 Ramos ·
16 Cartagena ·
17 Advíncula ·
18 Carrillo ·
19 Yotún ·
20 Flores ·
21 Carvallo ·
22 Loyola ·
23 Aquino ·
Coach: Gareca